# Ema Švandová
Ema Švandová, rozená Emilie Karolína Jelínková, též uváděna jako Ema Švandová - Kadlecová (21. listopadu 1882 Královské Vinohrady – 25. listopadu 1971 Praha), byla česká herečka a divadelní podnikatelka.

## Život
Narodila se na Královských Vinohradech v rodině kovářského dělníka Václava Jelínka. Herectví studovala u O. Sklenářové-Malé a v roce 1898 získala své první angažmá ve Švandově divadle na Smíchově. Během svého úspěšného účinkování se sblížila s tehdejším majitelem divadla Karlem Švandou ze Semčic a v roce 1902 se za něho provdala. Několik následujících let zanechala hraní a věnovala se rodině v níž povila tři dcery. Jedna z jejích dcer, Marie (1905–2002), se stala rovněž herečkou. V roce 1906 zemřela M. Koldinská, jež byla koncesionářkou Švandova divadla a následně přešla podle rodinného ujednání koncese na Emu Švandovou, neboť Karel Švanda a ovdovělí A. Koldinský jako zemští úředníci nemohli být držiteli koncese. Tímto se stala ředitelkou divadla, začala zde i pravidelně hostovat jako herečka a hlavně její zásluhou začalo divadlo prosperovat. Na jaře roku 1908 v důsledku přetížení onemocněla a na několik měsíců se stáhla z jeviště a nevystupovala. Svojí hereckou indispozici využila pro zásadní úpravu interiéru divadla a změnu jeho názvu na „Intimní divadlo“. V letech 1910–1913 byl jejím hereckým partnerem v milovnických rolích J. Steimar, po jeho odchodu jej nahradil na dlouhá léta Rudolf Kadlec, který se později stal i jejím partnerem životním. Tehdy soupeřilo její divadlo s Národním divadlem o čelnou pozici v českém divadelnictví. Po první světové válce došlo k rozchodu Emy Švandové s manželem, který se od počátku její herecké kariéry těžko smiřoval s jejími úspěchy a v únoru roku 1925 došlo k úřednímu rozvodu. V červnu roku 1925 se podruhé provdala za svého hereckého kolegu Rudolfa Kadlece. V roce 1928 utrpěla vážný úraz při automobilové nehodě a vlivem finančních potíží byla nucena soubor divadla rozpustit a divadlo pronajala Divadlu Vlasty Buriana. V roce 1929 hostovala i se svým manželem v Městském divadle na Královských Vinohradech a v roce 1932 podnikla poslední pokus o obnovení činnosti s novým souborem v „Novém divadle“ ve Stýblově pasáži na Václavském náměstí, avšak bez zjevného úspěchu a tak roku 1935 byla nucena na divadelní podnikání rezignovat. Budovu divadla na Smíchově už jen pronajímala až do jejího znárodnění, ke kterému došlo po roce 1948.
Ve filmu vystupovala jen sporadicky, v letech 1916–1919 si zahrála ve čtyřech němých filmech a v roce 1931 v jediném zvukovém filmu. Ve všech filmech si zahrála po buku svého manžela. Výjimečně spolupracovala rovněž i s československým rozhlasem.
Oba manžele se stáhli z aktivního hereckého života a jen občas nacházeli menší uplatnění v okrajových souborech. V roce 1959 Ema Kadlecová-Švandová ovdověla a dožila v soukromí až do roku 1971, kdy zemřela. Pohřbena je v hrobce svého prvního manžela na vyšehradském hřbitově v Praze.

## Divadelní role (výběr)

### Švandovo divadlo na Smíchově
- 1899 - role Vinuše ve hře J. Šmahy: Tiché jubileum
- 1901 - role Routičky ve hře G. Hauptmanna: Potopený zvon
- 1907 - role Maryši ve hře Aloise a Viléma Mrštíků: Maryša
- 1908 - role Zuzanky ve hře P.-A. C. de Beaumarchaise: Figarova svatba
  - role Marietty ve hře J. Vrchlického: Kočičí král
- 1909 - role Francillon ve hře A. Dumase ml.: Francillon
  - role Anežky ve hře F. X. Svobody: Poupě
- 1911 - role Lidušky ve hře A. Koldinského: Hraběnka z Podskalí
  - role Fanny ve hře G. B. Shoa: Fannina první hra
- 1912 - role Beatrice ve hře O. Wilda: Vévodkyně padovská
  - role Evy ve hře G. Preissové: Gazdina roba
- 1913 - role Sylvetty ve hře E. Rostanda: Blouznivci
  - role Lulu ve hře F. Wedekinda: Lulu
  - role Kristýnky ve hře L. Stroupežnického: Naši furianti
- 1914 - role Pampelišky ve hře J. Kvapila: Princezna Pampeliška
  - role Královny Žofie ve hře J. K. Tyla: Jan Hus
- 1915 role Porcie ve hře W. Shakespeara: Kupec benátský
  - role Dagmar ve hře F. Šorma: Dagmar
- 1917 role Blaženy ve hře W. Shakespeara: Mnoho povyku pro nic
  - role Gwendoliny Fairfaxové ve hře O. Wilda: Na čem záleží
  - role Hedy Gablerové ve hře H. Ibsena: Heda Gablerová
- 1918 - role Maličevské ve hře G. Zapolské: Slečna Maličevská
  - role Eliny ve hře H. Ibsena: Paní Inger na Ostrogotě
- 1919 - role Kateřiny ve hře W. Shakespeara: Zkrocení zlé ženy
  - role Olympie ve hře L. Blatného: Tři
- 1920 - role Hermie ve hře W. Shakespeara: Sen noci svatojánské
- 1921 - role Nastasji Filipovny ve hře F. M. Dostojevského: Idiot (dram. J. Bor)
- 1922 - role Hildy ve hře H. Ibsena: Stavitel Solness
- 1923 - role Marty ve hře O. Schäfera: Žena, kterou jsi mu dal
- 1926 - role Rezky ve hře M. Slavíkové: Jak přišla Rezka do rodiny
- 1928 – role Susanny ve hře J. M. Barrie: V tiché uličce

a desítky dalších rolí

### Městské divadlo na Královských Vinohradech
- 1929 – role Marianny ve hře E. Guirauda: Žena

## Filmografie

### Němý film
- Zlaté Srdéčko (1916)[7]
- Pražští adamité (1917)[8]
- Sněženka z Tater (1919)[9]
- Macocha (1919)[10]

### Zvukový film
- Karel Havlíček Borovský (1931)[11]